# Riña de hombres en el Zócalo
Riña de hombres en el Zócalo es un cortometraje documental de cine mudo mexicano de 1897, dirigido y producido por Ignacio Aguirre. Es la primera película grabada y realizada en su totalidad en México, lo que la convierte en la primera cinta en la historia de la cinematografía mexicana. Se sabe que fue filmado en Ciudad de México, pero se desconoce su contenido. No se tiene registro de alguna copia preservada, por lo que es considerado como una película perdida.